# Бельгійська мовна межа

Мовні райони Бельгії
Нідерландська
Французька
Німецька
Двомовний (Нідерландська та Французька)

Бельгійська мовна межа (нід. Taalgrens, фр. Frontière linguistique en Belgique) — адміністративно-територіальний кордон та мовна межа між нідерландськомовною північчю (Фландрія) і франкомовним півднем (Валлонія) всередині королівства Бельгія.

## Історія
Історично мовна межа склалася ще у VI-IX століттях, коли франкські племена відтіснили романізованих бельгів від Рейну. У Середньовіччі на території сучасної Бельгії знаходилося чимало самостійних герцогств, графств і вільних міст. В XV столітті значна частина Бельгії опинилася під владою бургундських герцогів, які поклали початок об'єднанню розрізнених областей. З часів бургундського панування в нідерландських провінціях існувала двомовність, при цьому нідерландська мова більше використалася у ділових і торговельних колах, а французька — в галузі науки та культури.
Під час перебування Бельгії у складі Сполученого королівства Нідерландів протягом 1815—1830 років панівне положення в країні займали фламандці, а нідерландська мова була єдина державна. У 1830 році відбулася Бельгійська революція, якою керували валлони. Після завоювання незалежності Бельгії, почалася франкізація всього життя Бельгії. Державною мовою стала французька, нідерландська мова була упосліджена у своєму розвитку, валлонська буржуазія ставилася з презирством до фламандської культури. Тоді ж виникло таке явище як франскільони — асимільовані фламандці. Це призвело до поступової франкізації Валонії та Брюсселю.
У XIX столітті приймалися закони, які обмежували вжиток нідерландської мови. Тільки 17 серпня 1873 року було дозволено обмежене використання нідерландської мови, а закон від 22 травня 1878 року затверджував необов'язкове використання нідерландської мови держслужбовцями при спілкуванні з мешканцями та органами влади у чотирьом північних провінціях.
31 липня 1921 року мовна межа набула сегрегуючого одномовного характеру: регіони на півночі повинні були користуватися тільки нідерландською, а на півдні — тільки французькою мовою. 17 округів Брюсселя були офіційно визнані двомовними. Проте, аж до 1947 року мовна межа могла «коригуватися» за результатами переписів населення, а великі 30-відсоткові меншини отримували певні бельгійські мовні пільги. Після 1947 року переписи населення заборонені фламандським урядом. 8 листопада 1962 року були заборонені коригування, а 2 серпня 1963 року була окреслена межа Брюсселя. Де-юре — столичний регіон оголошений двомовним. Де-факто — це майже повністю франкомовне місто. 80-85 % мешканців столиці вважають французьку рідною, нею спілкується домінуюча більшість населення міста. Хоча перший мовний перепис, який відбувся 1846 року, показав, що тільки 36,7 % населення були франкомовними, а решта — нідерландомовними, тобто франкомовне населення становило тоді меншість.
Ситуація загострюється ще й тим, що останнім часом передмістя Брюсселя активно освоюються іммігрантами валлонцями та франкофонами. У результаті чого, в де-юре нідерландомовному регіоні, у деяких муніципалітетах почала переважати французька мова. Конфлікт дуже швидко вийшов на побутовий рівень. На дорожніх вказівниках, вивісках, де назви дублюються двома мовами, французький варіант старанно замазується. Також місцеві органи влади почали вводити обмеження на купівлю землі для тих, хто не володіє нідерландською, вводяться заборони на використання французької у публічних місцях та на ринках. Постановою фламандський уряд, від 15 грудня 2006 року, ті хто хочуть отримати соціальне житло, повинні володіти нідерландською мовою на рівні A1.
Це поставило франкофонів периферії столиці в скрутне становище. Франкофони переважають у багатьох передмістях столиці, але не мають права користуватися одною з двох офіційних мов країни у повному обсязі (в пільгових регіонах) або ж взагалі там, де ці пільги не передбачені.
Брюссель де-факто є франкомовним анклавом на території Фландрії. Спроби створити так званий Брюссельський коридор у бік франкомовної Валлонії не були прийняті. Це призводить до постійних чвар між франкофонами та фламандцями.
Більшість фламандців традиційно добре розмовляють французькою, також володіють англійською мовою. Франкофони ж вперто відмовляються вивчати та спілкуватися нідерландською мовою, що постійно призводить до конфліктів. Ці конфлікти виникають через те, що франкофони домагаються прав для французької мови всюди, де це можливо у Бельгії, фламандці ж хочуть зберегти статус державної для нідерландської мови лише на території Фландрії та для своєї меншості у Брюсселі.

## Валлонський Брабант
При встановленні мовної межі намагалися створити провінції максимально одноманітними, для кращого адміністративного керування. Внаслідок цього було змінено кілька адміністративних кордонів, а ряд муніципалітетів був перенесений з однієї провінції в іншу.
Так 1 січня 1995 року провінція Брабант була поділена на Фламандський Брабант та Валлонський Брабант за мовним принципом, на нідерландо та франкомовну частини.